# Видела, Эусебио
Эусебио Оптасиано Видела (исп. Eusebio Optaciano Videla; 14 августа 1917, по другим данным 1908, Пилар — неизвестно) — аргентинский футболист, полузащитник.

## Карьера
Эусебио Видела начал карьеру в молодёжном составе клуба «Тигре». 28 июля 1935 года он дебютировал в основном составе команды в матче с «Велес Сарсфилд» (1:3). 7 августа 1938 года он забил первый мяч за клуб, поразив ворота «Эстудиантеса» (3:6). Все годы Виделы в «Тигре», клуб находился под угрозой «вылета» из высшего дивизиона, за восемь лет не занимая место выше десятого. В 1942 году команда заняла последнее место в чемпионате, все-таки опустившись во второй дивизион. Там Видела провёл ещё немного времени, после чего перешёл в «Ривер Плейт». Всего в составе «Тигре» Эусебио сыграл в 207 матчах и забил 10 голов. 4 апреля 1943 года Эусебио дебютировал в «Ривер Плейте» в матче Кубка Ибаргурена со сборной «Кордовы» (7:0). 18 июня 1944 года Видела впервые сыграл за команду в чемпионате в матче с «Чакаритой Хуниорс» (1:0). А 23 июля забил единственный мяч в году в игре с «Банфилдом» (3:0). Этот сезон, в котором он провёл 21 матч, стал единственным, проведённым Виделой в составе «Ривера». По другим данным он сыграл в 31 матче. Клуб выиграл в чемпионате серебряные медали. Годом позже он стал игроком «Уракана», искавшего замену Мануэлю Джудиче. Там Эусебио впервые сыграл 22 апреля 1945 года в матче с «Эстудиантесом» (1:4). А 28 ноября того же года он открыл свой счёт голам за клуб, забив в ворота «Росарио Сентраль» в самом результативном матче сезона (10:4). По итогам года полузащитник провёл больше всех матчей в команде. 10 августа 1947 года Видела провёл последний матч за «Уракан» против того же «Росарио Сентраль» (3:4). Всего за команду он сыграл в 70 матчах и забил 3 гола. В 1948 году Видела стал игроком «Олл Бойз». По другим данным он завершил карьеру сразу после ухода из «Уракана».

## Статистика

### Клубная
| Сезон | Клуб        | Лига    | Чемпионат | Чемпионат |
| Сезон | Клуб        | Лига    | Игры      | Голы      |
| ----- | ----------- | ------- | --------- | --------- |
| 1935  | Тигре       | Примера | 5         | 0         |
| 1936  | Тигре       | Примера | 27        | 0         |
| 1937  | Тигре       | Примера | 18        | 0         |
| 1938  | Тигре       | Примера | 32        | 3         |
| 1939  | Тигре       | Примера | 31        | 0         |
| 1940  | Тигре       | Примера | 34        | 4         |
| 1941  | Тигре       | Примера | 29        | 2         |
| 1942  | Тигре       | Примера | 30        | 1         |
| 1943  | Ривер Плейт | Примера | 0         | 0         |
| 1944  | Ривер Плейт | Примера | 21        | 1         |
| 1945  | Уракан      | Примера | 30        | 1         |
| 1946  | Уракан      | Примера | 24        | 1         |
| 1947  | Уракан      | Примера | 16        | 1         |

### Международная
| Матчи Эусебио Виделы за сборную Аргентины | Матчи Эусебио Виделы за сборную Аргентины | Матчи Эусебио Виделы за сборную Аргентины | Матчи Эусебио Виделы за сборную Аргентины | Матчи Эусебио Виделы за сборную Аргентины | Матчи Эусебио Виделы за сборную Аргентины | Матчи Эусебио Виделы за сборную Аргентины |
| ----------------------------------------- | ----------------------------------------- | ----------------------------------------- | ----------------------------------------- | ----------------------------------------- | ----------------------------------------- | ----------------------------------------- |
| №                                         | Дата                                      | Место проведения                          | Оппонент                                  | Счёт                                      | Голы                                      | Турнир                                    |
| 1                                         | 5 января 1941                             | Сантьяго                                  | Чили                                      | 2:1                                       | —                                         | Кубок президента Аргентины                |
| 2                                         | 26 января 1941                            | Лима                                      | Перу                                      | 1:1                                       | —                                         | Кубок Роке Саэнса Пеньи                   |
| 3                                         | 29 января 1941                            | Лима                                      | Перу                                      | 3:0                                       | —                                         | Кубок Роке Саэнса Пеньи                   |
| 4                                         | 23 февраля 1941                           | Сантьяго                                  | Уругвай                                   | 1:0                                       | —                                         | Чемпионат Южной Америки                   |
| 5                                         | 4 марта 1941                              | Сантьяго                                  | Чили                                      | 1:0                                       | —                                         | Чемпионат Южной Америки                   |
| 6                                         | 17 января 1942                            | Монтевидео                                | Бразилия                                  | 2:1                                       | —                                         | Чемпионат Южной Америки                   |
| 7                                         | 31 января 1942                            | Монтевидео                                | Чили                                      | 0:0                                       | —                                         | Чемпионат Южной Америки                   |

## Достижения
- Обладатель Кубка президента Аргентины: 1941
- Обладатель Кубка Роке Саэнса Пеньи: 1941
- Чемпион Южной Америки: 1941
- Обладатель Кубка Ибаргурена: 1943